# Nothoscordum pulchellum
Nothoscordum pulchellum är en amaryllisväxtart som beskrevs av Carl Sigismund Kunth. Nothoscordum pulchellum ingår i släktet vaniljlökar, och familjen amaryllisväxter. Inga underarter finns listade i Catalogue of Life.